# Frankrikes Grand Prix 1970
Frankrikes Grand Prix 1970 var det sjätte av 13 lopp ingående i formel 1-VM 1970.

## Resultat
1. Jochen Rindt, Lotus-Ford, 9 poäng
2. Chris Amon, March-Ford, 6
3. Jack Brabham, Brabham-Ford, 4
4. Denny Hulme, McLaren-Ford, 3
5. Henri Pescarolo, Matra, 2
6. Dan Gurney, McLaren-Ford, 1
7. Rolf Stommelen, Auto Motor und Sport (Brabham-Ford)
8. John Miles, Lotus-Ford
9. Jackie Stewart, Tyrrell (March-Ford)
10. Graham Hill, R R C Walker (Lotus-Ford)
11. François Cévert, Tyrrell (March-Ford)
12. George Eaton, BRM
13. Jean-Pierre Beltoise, Matra (varv 35, bränslebrist)
14. Ignazio Giunti, Ferrari

### Förare som bröt loppet
- Andrea de Adamich, McLaren-Alfa Romeo (varv 29, för få varv)
- Jo Siffert, March-Ford (23, olycka)
- Ronnie Peterson, Antique Automobiles/Colin Crabbe Racing (March-Ford) (17, differential)
- Jacky Ickx, Ferrari (16, motor)
- Pedro Rodríguez, BRM (6, växellåda)
- Jackie Oliver, BRM (5, motor)

### Förare som ej kvalificerade sig
- Silvio Moser, Bellasi-Ford
- Alex Soler-Roig, World Wide Racing/Garvey Team Lotus (Lotus-Ford)
- Pete Lovely, Pete Lovely Volkswagen (Lotus-Ford)

## VM-ställning
| Förarmästerskapet 1. Jochen Rindt, Lotus-Ford, 27 2. Jack Brabham, Brabham-Ford, 19 Jackie Stewart, Tyrrell (March-Ford), 19 3. Chris Amon, March-Ford, 12 Denny Hulme, McLaren-Ford, 12 | Konstruktörsmästerskapet 1. Lotus-Ford, 32 2. March-Ford, 31 3. Brabham-Ford, 21 |